# 연담도시화
연담도시화(Conurbation)는 도시가 성장해서 이어지는 현상이다. 도시연합(都市聯合)은 인구 성장과 물리적 확장을 통해 여러 도시들이 하나의 산업화된 개발 지역으로 이루어짐으로써 수많은 도시들을 구성하는 지역을 말한다. 대부분의 경우 도시연합은 다핵도시권이며 그 안에서 교통이 발달하여 여러 지역을 연결함으로써 하나의 도시 노동 시장을 형성한다.
이 용어는 패트릭 게데스가 1915년 Cities In Evolution이라는 자신의 책에서 처음 만들어낸 것이다. 그는 여러 도시들이 함께 퍼지고 연합될 수 있게 하는, 당시 전력 및 전동화된 교통의 신기술에 집중을 두었으며 이 예로 잉글랜드의 미들랜턴, 독일의 루르 지방, 네덜란드의 란트스타트, 미국의 노스저지를 들었다.

## 같이 보기
- 대도시권
- 쌍둥이 도시